# Patrick Péra
Patrick Péra (Lyon, 17 de janeiro de 1949) é um ex-patinador artístico francês. Ele conquistou duas medalhas de bronze olímpicas em 1968 e 1972,  e conquistou três medalhas em campeonatos mundiais.

## Principais resultados
| Resultados                                            | Resultados    | Resultados        | Resultados      | Resultados      | Resultados        | Resultados        | Resultados       | Resultados       | Resultados        | Resultados    | Resultados    | Resultados    |
| Internacional                                         | Internacional | Internacional     | Internacional   | Internacional   | Internacional     | Internacional     | Internacional    | Internacional    | Internacional     | Internacional | Internacional | Internacional |
| Evento/Temporada                                      | 1963– 1964    | 1964– 1965        | 1965– 1966      | 1966– 1967      | 1967– 1968        | 1968– 1969        | 1969– 1970       | 1970– 1971       | 1971– 1972        |               |               |               |
| ----------------------------------------------------- | ------------- | ----------------- | --------------- | --------------- | ----------------- | ----------------- | ---------------- | ---------------- | ----------------- | ------------- | ------------- | ------------- |
| Jogos Olímpicos                                       |               |                   |                 |                 | Medalha de bronze |                   |                  |                  | Medalha de bronze |               |               |               |
| Campeonato Mundial                                    | 14.º          | 15.º              | 6.º             | 7.º             | Medalha de bronze | Medalha de bronze |                  | Medalha de prata |                   |               |               |               |
| Campeonato Europeu                                    |               |                   | 4.º             | 4.º             | 4.º               | Medalha de prata  | Medalha de prata |                  | Medalha de bronze |               |               |               |
| Nacional                                              |               |                   |                 |                 |                   |                   |                  |                  |                   |               |               |               |
| Campeonato Francês                                    |               | Medalha de bronze | Medalha de ouro | Medalha de ouro | Medalha de ouro   | Medalha de ouro   | Medalha de ouro  | Medalha de ouro  | Medalha de ouro   |               |               |               |
|                                                       |               |                   |                 |                 |                   |                   |                  |                  |                   |               |               |               |
| Legenda: Competição não foi disputada nesta temporada |               |                   |                 |                 |                   |                   |                  |                  |                   |               |               |               |